# 바시코르토스탄 공화국
바시코르토스탄 공화국(바시키르어: Башҡортостан Республикаһы 바시코르토스탄 레스푸블리카흐, 러시아어: Республика Башкортостан / Башкирия 레스푸블리카 바시코르토스탄 / 바시키리야[*], 타타르어: Başqortostan Respublikası 바시코르토스탄 레스푸블리카시)은 러시아의 공화국이다. 튀르크 계통의 바시키르인이 인구의 약 30%를 차지하며 타타르인도 25%에 달한다.

## 지리
남부 우랄 지대에 위치해 있다. 바시키리야 국립 공원(Башкирия национальный парк)은 바시코르토스탄 공화국에 위치해 있다.
- 면적: 143,600 km2.
- 접한 지역: 페름 변경주(N), 스베르들롭스크주(NE), 첼랴빈스크주(NE/E/SE), 오렌부르크주(SE/S/SW), 타타르스탄 공화국(W), 우드무르티야 공화국(NW)
- 최고점: 야만타우산(1,638 m)

### 시간대
예카테린부르크 시간 (YEKT)에 위치해 있다. UTC와의 시차는 +0600 (YEKT)이다.

### 강
13,000개 이상의 강이 존재한다.
- 벨라야강(1,430 km)
- 우파강(918 km)
- 사크마라강(760 km)
- 이크강(571 km)
- 됴마강(556 km)
- 아이강(549 km)
- 유루잔강(404 km)
- 비르트리타닙강(345 km)
- 심강(239 km)
- 누구시강(235 km)
- 타날리크강(225 km)
- 질림강(215 km)
- 슌강(209 km)

### 호수
2,700개 이상의 호수가 존재한다.
- 아실리퀼호(23.5 km2)
- 칸드리퀼호(15.6 km2)
- 우르군호(12.0 km2)

### 산
- 야만타우산(1,638 m)
- 볼쇼이이레멜산(1,582 m)
- 말리이레멜산(1,449 m)
- 아루야크랴즈산(1,068 m)
- 질메르닥산(909 m)
- 알라타우산(845 m)
- 유르마타우산(842 m)

### 기후
- 1월 기온: -17 °C
- 7월 기온: +18 °C

## 행정 구역

### 군
- 압젤릴롭스키군
- 알셰옙스키군
- 아르한겔스키군
- 아스킨스키군
- 아우르가진스키군
- 바이막스키군
- 바칼린스키군
- 발타쳅스키군
- 벨레베옙스키군
- 벨로카타이스키군
- 벨로레츠키군
- 비주불략스키군
- 비르스키군
- 블라고바르스키군
- 블라보베셴스키군
- 부즈댝스키군
- 부라옙스키군
- 부르쟌스키군
- 가푸리스키군
- 다블레카놉스키군
- 두반스키군
- 듀르튤린스키군
- 예르메케옙스키군
- 지안추린스키군
- 질라이르스키군
- 이글린스키군
- 일리솁스키군
- 이심바이스키군
- 칼타신스키군
- 카라이델스키군
- 카르마스칼린스키군
- 키긴스키군
- 크라스노캄스키군
- 쿠가르친스키군
- 쿠슈나렌콥스키군
- 쿠유르가진스키군
- 멜레우좁스키군
- 메체틀린스키군
- 미슈킨스키군
- 미야킨스키군
- 누리마놉스키군
- 살라바츠키군
- 스테플리바솁스키군
- 스테를리타막스키군
- 타티실린스키군
- 투이마진스키군
- 우핌스키군
- 우찰린스키군
- 페도롭스키군
- 하이불린스키군
- 체그마구솁스키군
- 치시민스키군
- 샤란스키군
- 야나울스키군

### 도시
- 아기델
- 바이마크
- 벨레베이
- 벨로레츠크
- 비르스크
- 블라고베셴스크
- 다블레카노보
- 듀르튤리
- 이심바이
- 쿠메르타우
- 메즈고리예
- 멜레우즈
- 네프테캄스크
- 옥탸브리스키
- 살라바트
- 시바이
- 스테를리타마크
- 투이마지
- 우파
- 우찰리
- 야나울

## 인구
러시아인(36.1%), 바시키르인(29.5%), 타타르인 (25.4%), 추바시인(2.7%), 마리인(2.6%), 우크라이나인(1%), 모르드바인(0.5%), 벨라루스인(0.3%)과 독일인 등의 다양한 종족이 거주한다.
사용 언어: 러시아어(96.4%), 타타르어(34.0%), 바시키르어(25.8%).
- 인구: 바시코르토스탄 공화국의 인구는 410만 4,336 명 (2002년)으로 262만 6,613 명은 도시에, 144만 7,723 명은 농촌에 거주한다. 인구밀도는 28.4 명/km2(2005년)이고, 인구의 59,7%가 도시에 집중되어 있다(2005년). [출처 필요]

### 주요 도시
주요 도시는 우파(바시코르토스탄의 수도, 104만 2,400 명), 스테를리타마크 (26만 4,400 명), 살라바트 (15만 8,600 명), 넵테캄스크 (12만 2,300 명), 옥탸브리스키(10만 8,600 명)이다.

### 인구변화
| 연도                | 인구      | ±%     |
| ------------------- | --------- | ------ |
| 1897                | 1,991,000 | —      |
| 1926                | 2,545,165 | +27.8% |
| 1939                | 3,158,000 | +24.1% |
| 1959                | 3,341,609 | +5.8%  |
| 1970                | 3,818,075 | +14.3% |
| 1979                | 3,848,627 | +0.8%  |
| 1989                | 3,950,482 | +2.6%  |
| 2002                | 4,104,336 | +3.9%  |
| 2010                | 4,072,292 | −0.8%  |
| 2021                | 4,091,423 | +0.5%  |
| Source: Census data |           |        |

## 역사
1919년 3월 23일에 바시키르 소비에트 사회주의 자치공화국이 설치되었다. 1992년 5월 31일에 공화국으로 승격되었다. 1990년 10월 11일에 주권을 선언했으며 1993년 12월 24일에 헌법을 채택되면서 ‘바시코르토스탄으로 명칭을 변경하였다.

## 경제
동축반전방식의 메인로터를 갖춘 헬리콥터로 유명한 카모프 Ka-27 헬기가 바로 이 지방 바스코르토스탄 공화국 baskortostan에 있는 쿠메르타우 kumertau 카모프공장에서 제작 생산되고 있다.
ufa공항이 있다.

## 교육
교육은 러시아어와 바시키르어, 타타르어로 수업을 한다.

## 종교
주로 바시키르인과 타타르인은 이슬람교를 믿고 있으며 거의 대부분 수니파이다. 대부분의 러시아인, 추바시인, 우크라이나인은 동방 정교회를 믿는다.

## 같이 보기
- 바시키르인
- 바시키르 소비에트 사회주의 자치공화국
- 무르타자 라히모프